# Воинская морская комиссия
Воинская морская комиссия — специальный временный коллегиальный орган, созданный по именному указу императрицы Анны Иоанновны от 22 января (2 февраля) 1732 года. Комиссия, работа которой осуществлялась в 1732—1738 годах под председательством графа Андрея Остермана, была создана для оценки общего состояния корабельного и галерного флотов и проведения необходимых реформ.

## Состояние флота после окончания Северной войны

### Кораблестроительная программа флота после Северной войны
Созданный императором Петром I флот к 20-м годам XVIII века достиг зенита своей боеспособности. В этот период начинает осуществляться введение нового штата флота, что выразилось в строительстве 54-пушечных кораблей и закладке в 1723 году первого 100-пушечного корабля «Петр Первый и Вторый». Одновременно, с 1723 года резко снижаются темпы кораблестроения. В последние годы царствования Петра закладывалось не более 1—2 кораблей в год (в 1722 — 1, в 1723 — 1, в 1724 — 2, в 1725 — 1), а необходимое количество для поддержания штатного состава было 3 корабля в год.
Резко ухудшилось положение в кораблестроении после смерти Петра. В 1726 году был заложен всего один 54-пушечный корабль, а в период с 1727 по 1730 годы не было заложено ни одного корабля. В 1727 году в составе флота насчитывалось 15 боеготовых линейных кораблей (из 50 числившихся в составе флота) и 4 боеготовых фрегата (из 18 числившихся). В 1728 году шведский посланник в России доносил своему правительству: «Несмотря на ежегодную постройку галер, русский галерный флот, сравнительно с прежним, сильно уменьшается; корабельный же приходит в прямое разорение, потому, что старые корабли все гнилы, так что более четырёх или пяти линейных кораблей вывести в море нельзя, а постройка новых ослабела. В адмиралтействах же такое несмотрение, что флот и в три года нельзя привести в прежнее состояние, но об этом никто не думает».
На конец 1731 года в составе корабельного флота числилось 36 линейных кораблей, 12 фрегатов и 2 шнявы, но полностью боеспособными были только 29,63 % от штатного числа линейных кораблей, ещё 18,52 % могли действовать на Балтике только в самое благоприятное время года, без штормов. Всего Россия могла вывести в море 8 полностью боеспособных линейных кораблей и 5 в ближнее плавание на Балтике. Выбыли из строя все корабли крупных рангов — 90, 80, 70-пушечные. Боеспособными и частично боеспособными оставались только один 100-пушечный корабль, пять 66-пушечных и семь 56-62-пушечных.
Относительно удовлетворительным было состояние галерного флота, в состав которого входило 120 галер. В 1726 году вице-адмирал Пётр Сиверс предложил ввести для галерного флота мирный штат, что было реализовано в 1728 году. Постоянно на флоте содержалось 90 галер на плаву, ещё на 30 галер хранились приготовленные для быстрой сборки леса.

### Состояние финансовой части флота
29 июля (9 августа) 1724 года Петр I ассигновал флотский оклад для Адмиралтейства в 1 200 000 рублей, но 18 (29) августа 1724 года Адмиралтейство подало в Сенат доношение об увеличении суммы на 251 500 рублей в счет неучтенных расходов. Таким образом, уже после смерти императора 15 (26) февраля 1725 года по решению Сената флотский оклад был установлен в 1 400 000 рублей, определенный на таможенные и кабацкие сборы по 40 провинциям России. Установленный в 1725 году оклад выбирался с огромными недоимками, средний размер которых в 1725—1730 годах составлял 337 477 рублей в год, или 24,11 % от всего флотского оклада.
Такие недоимки не оставляли флотскому руководству надежд, что когда-нибудь флотский оклад удастся получить полностью. В 1729 году президент Адмиралтейств-коллегии адмирал Пётр Сиверс инициировал обсуждение по пересмотру принципов формирования флотского оклада и даже предложил возвратить петровский оклад в 1 200 000 рублей, но решения тогда принято не было.

### Состояние личного состава флота
В правление Петра II резко снизилась интенсивность боевой подготовки экипажей флота. В апреле 1728 года император на заседании Верховного тайного совета приказал, чтобы из всего флота выходили в море только четыре фрегата и два флейта, а еще пять фрегатов были готовы к крейсированию. Остальные корабли должны были оставаться в портах для «сбережения казны». На доводы флагманов, что необходимо постоянно держать флот на море, император ответил: «Когда нужда потребует употребить корабли, то я пойду в море; но я не намерен гулять по нем, как дедушка». Плохое состояние казны и нерегулярные выплаты жалования вели к оттоку офицеров, что вызывало падение дисциплины среди солдат и матросов.
Численность личного состава флота на конец 1731 года составляла 26 809 человек, некомплект составлял 2 867 рекрутов. При значительном некомплекте корабельного состава, такой некомплект личного состава не был значителен для флота. Основной проблемой было отсутствие обученных экипажей, из-за невыхода кораблей в море, хотя рекрутов и набирали из крестьян-поморов, знакомых с мореходством. Командный состав также волновала недостаточная выучка офицерского состава.

## Воцарение императрицы Анны Иоанновны и учреждение Воинской морской комиссии
По восшествии на престол и упразднении Верховного тайного совета императрица Анна Иоанновна первыми своими указами обратилась к проблеме восстановления флота. 21 июля (1 августа) 1730 года императрица издала именной указ «О содержании галерного и корабельного флотов по регламентам и уставам», в котором «наикрепчайше подтверждалось Адмиралтейств-коллегии, чтобы корабельный и галерный флот содержаны были по уставам, регламентам и указам, не ослабевая и не уповая на нынешнее благополучное мирное время».
В декабре 1731 года императрица распорядилась возобновить на Балтийском флоте регулярные учения с выходом в море, дабы «иметь сие и людям обучение и кораблям подлинной осмотр, ибо в гавани такелаж и прочее повреждение невозможно так осмотреть, как корабль в движении». В январе (феврале по н.с.) 1731 года на Адмиралтейских верфях был заложен новый 66-пушечный корабль «Слава России», еще два корабля были заложены в феврале и марте 1732 года.
В 1731 году в Сенате подводились итоги деятельности учрежденной по высочайшему указу от 1 (12) июня 1730 года Воинской (сухопутной) комиссии, что повлияло на мнение сенаторов, которые, в результате рассмотрения ряда дел, предложили императрице учредить особую комиссию по флоту. Летом 1731 года с 5 (16) августа по 19 (30) августа в Сенате в присутствии адмирала Сиверса слушался вопрос об оптимизации флотского оклада. В доношении 5 (16) августа адмирал Сиверс предложил снизить флотский оклад до 1 020 000 рублей и изменить способ его формирования, о чем он уже поднимал вопрос в 1729 году. Это предложение было одобрено сенаторами, а Петр Ягужинский поддержал мнение Сиверса о изменении принципов сбора оклада и даже предложил выплачивать флотский оклад целиком из общегосударственной кассы через Камер-коллегию. Но изменение принципов формирования оклада тогда сенаторами поддержано не было. 13 (24) декабря 1731 года в Сенате был заслушан вопрос о новом штате Адмиралтейств-коллегии, в результате которого сенаторами было предложено создать для военно-морской реформы особую комиссию: «не соизволит ли Ея Императорское Величество учредить особую комиссию и об оной коллегии, и рассматривать таким же образом, каким и об оной (Военной) коллегии рассматривано…». В этот период готовился переезд императорского двора из Москвы в Санкт-Петербург и 15 (26) декабря 1731 года императрица подписала указ: «к прибытию Нашему в Санкт-Петербург все к тому надлежащие об оном флоте ведомости всеконечно изготовить, дабы тотчас и неотложно в оное дело вступить было можно».
Вскоре после переезда в Петербург императрица издала указ об учреждении Воинской морской комиссии. Указ от 22 января (2 февраля) 1732 года гласил: «Для каких причин Мы запотребно рассудили учредить особливую комиссию для рассмотрения и приведения в порядок сухопутной нашей армии и с каким плодом ко всемилостивейшему нашему удовольствию и государственной пользе она производится, о том обо всем известно. И понеже в содержании флота и морской нашей силы не меньше нужды, пользы и безопасности нашего государства состоит, того ради… запотребно рассуждено учинить особливую ж комиссию для рассмотрения и приведения в такой же доброй… порядок нашего флота, как корабельного, так и галерного, Адмиралтейства и всего, что к тому принадлежит…». Председателем комиссии был назначен вице-канцлер граф Андрей Остерман.

## Деятельность комиссии

### Подготовительный этап
Первым этапом деятельности нового органа стало определение программы работы комиссии. Для этого 24 января (4 февраля), через два дня после учреждения комиссии, был издан указ о подаче в Кабинет министров мнений флагманов о состоянии флота.
Мнения представили 9 из 10 флагманов, числившихся по флоту (десятый, контр-адмирал граф Николай Головин, находился в Швеции): адмирал Пётр Сиверс, адмирал Томас Гордон («любимый флагман Петра I»), вице-адмирал Наум Сенявин, вице-адмирал Томас Сандерс, вице-адмирал Даниэль Вильстер, контр-адмирал Мартын Госслер («любимый капитан Петра I»), контр-адмирал лорд Дуффус, контр-адмирал Пётр Бредаль, контр-адмирал Василий Дмитриев-Мамонов. Все флагманы были еще петровскими офицерами и средний срок их службы в русском флоте составлял 21,5 года, лишь Вильстер и Дуффус к 1732 году прослужили в нем около 10 лет.
По вопросу корабельного состава большинство флагманов (Сиверс, Гордон, Сандерс, Вильстер и Бредаль) высказались за увеличение петровского штата кораблей, Дмитриев-Мамонов высказался за сохранение штата, а Сенявин высказался за сокращение числа линейных кораблей. Три адмирала (Сандерс, Сенявин и Дмитриев-Мамонов) высказались еще и за снижение ранга кораблей. Мотивировка всех трех флагманов была близка: они отмечали, что эксплуатация кораблей большого ранга затруднительна из-за мелководья Балтийского моря и северных штормов (из-за чего их приходится раньше других кораблей заводить в гавань). Контр-адмирал Дмитриев-Мамонов по этому вопросу отмечал: «Мнится впредь к лутчему содержать в 90 пушек один корабль для славы государственной… для того, что за умалением лесов на большие корабли находят ныне в великой трудности; они же ранее вводятся в гавани, и в глубокой осени в море опасны от штурмов, мелей, камней и протчего, а особливо на Остзее; к тому ж и под парусами за тягостию всех снастей пользы не признается, и в дальний вояж посылать неудобны». Но главной причиной, которую отметили флагманы, была нехватка дубовых лесов. Как отмечал вице-адмирал Сенявин, «ежели же заблаговременно тех больших кораблей не убавится и строением остановлено не будет, то весьма через краткие лета не токмо на те большие корабли принципиальные деревья, но и наименьше уж того сыскать трудно будет… К тому ж такие большие корабли… привозу лесов через великий наем с пристаней до Санкт-Петербурга через 2 или 3 лета потребуют великого кошту… а когда и построится, то по худобе здешнего дуба через 3 или 4 года великой починки востребует… к тому же еще и сие донести могу, что на здешнем море такие большие 3-палубные корабли неспособны суть, за непространством сего моря и за многими подводными каменьями и банками, от которых еще и доднесь неведомо… да и в прошедшую двадцатилетнюю войну больше действо было от малых кораблей…».
Вопросы состояния галерного флота детально затронули три флагмана — Сенявин, Дмитриев-Мамонов и Бредаль. Бредаль и Дмитриев-Мамонов высказались за сохранение существующего порядка мирного штата, предложив только изменить соотношение между отдельными видами галер. Сенявин предложил увеличить штатную численность галер — 100 на плаву и 50 в лесах, что должно было компенсировать предложенное им сокращение корабельного флота, изменить соотношение между отдельными видами галер и использовать для их постройки другие виды леса.
По вопросу кораблестроительной программы флота правильно определили необходимые темпы закладки судов только два флагмана — Гордон и Сандерс. При среднем сроке службы корабля русской постройки в 9 лет, для поддержания петровского штата в 27 линейных кораблей необходима была закладка 3 новых кораблей в год. Гордон и Сандерс предложили определить темпы закладки в 4 корабля в год. Все флагманы обратили внимание на главную проблему русского кораблестроения — плохое качество леса. Отмечая плохое качество русского дуба, как такового, флагманы указали и на нарушения технологии его заготовки — использование сырого, переросшего и рубленного не вовремя (весной и летом, в период сокотечения) леса, неправильное хранение и неудовлетворительная первичная обработка, которая вела к порче леса во время перевозки. Серьезной проблемой была и незначительная разведанная база корабельных дубовых лесов в России. Для улучшения кораблестроительной базы флота флагманами был предложен комплекс мер: улучшение лесоохранной службы, частичная первичная обработка леса на месте, строгое соблюдение сроков рубки, организация восстановления запасов леса путём засева новых лесов. Вильстер и Сенявин предложили рассмотреть возможность закупки леса за границей, а Сенявин и Бредаль предложили продумать частичную замену дуба на лес других пород (Сенявин предложил использовать архангельскую лиственницу).
Отдельно флагманы отметили недостатки петровской кораблестроительной политики, когда закладывалось сразу много кораблей одновременно (в 1717 году на стапелях одновременно строилось 11 судов) и сроки строительства значительно возрастали, а корабли начинали загнивать еще на стапелях. По замечаю Бредаля, «а когда впредь корабли вновь заложены, то дабы оных не больше года на штапелях в строении иметь (яко то прежде бывало, что некоторые годы на штапелях стояли, а потом были спущены на воду, то от долгого времени весьма вредно есть)». Два адмирала — Сенявин и Бредаль — подняли вопрос о расширении кораблестроительной базы, предложив восстановить верфь в Архангельске.
Адмирал Сиверс и вице-адмирал Вильстер обратили внимание на невозможность введения в корабельном флоте мирного штата. У России не было развитого торгового флота, из которого в других государствах производилась мобилизация матросов, и, таким образом, обучить матросов можно было только в военном флоте, что требовало значительного времени. Флагманы отметили излишнее число штата офицеров и флагманов во флоте. Как отмечал вице-адмирал Сандерс, «в английском флоте имеется военных кораблей больших и малых 236, на которых во время войны служителей 63 000 человек, при которых имеется только 9 флагманов…, а в русском флоте 12 человек на 27 кораблях». Адмирал Сиверс в своем доношении объяснил причину такой диспропорции: Петр I при создании флота брал за образцы английский, голландский и датский флоты, в результате чего, из-за смешения систем принятых в этих флотах чинов и званий, осложненного затем и влиянием французской системы, получилось излишнее число офицерских чинов и рангов. Сиверс обратил внимание и на излишнее число кандидатов в офицеры — 360 человек (мичманов, гардемаринов, штурманских учеников) на 80 штатных ундер-лейтенантов (низший офицерский чин во флоте). Это вызывало медленность производства по службе и отбивало у личного состава охоту служить морскими офицерами: «особливо гардемарины многие имеются в службе по 15 лет, и по их наукам к произвождению достойные». Адмирал предложил упразднить мичманов, сохранить роту гардемаринов и сократить на 50 человек число штурманских учеников.
Сиверс и лорд Дуффус обратили внимание на нерадивое отношение к службе представителей знатных родов. По специальному указу было произведено освидетельствование морских офицеров, которые уклонялись от службы, ссылаясь на состояние здоровья. По освидетельствованию врачебной комиссии значительная часть таких офицеров (из представителей знатных родов) оказались годными к службе. Адмиралы предложили очистить флот от таких офицеров.
По вопросу базирования флота флагманы сошлись во мнении, что главной базой лучше оставить Кронштадт. 5 флагманов высказались за упразднение Ревельской эскадры из-за больших расходов на обслуживающий персонал на берегу и прибалтийской дороговизны провианта и других припасов. Вильстер и Бредаль выдвинули идею создать отдельную эскадру на Белом море, в Архангельске.

### Состав комиссии
После получения мнений флагманов, был определен состав комиссии. Кроме председателя, графа Остермана, в состав комиссии вошли: вице-адмирал Сандерс, вице-адмирал Сенявин, контр-адмирал Дмитриев-Мамонов, контр-адмирал Бредаль и отозванный из Швеции и произведенный в вице-адмиралы граф Головин.
Не вошел в состав комиссии адмирал Сиверс, который в результате доноса графа Миниха был отправлен в отставку. Адмирал Томас Гордон, как единственный находившийся в штате полный адмирал, был назначен управлять Адмиралтейств-коллегией и по этой причине тоже не вошел в состав комиссии.

### Формирование первой военно-морской доктрины России
Одним из первых документов, появившихся в результате работы комиссии, стало «Рассуждение о принципах содержания флота», оформленное в виде доклада, докладывавшегося, вероятно, императрице, о чем содержится запись в конце документа: «По сему рассуждению Ея Императорскому Величеству докладывано марта 16 дня 1732 году, о чем записано в журнале того ж числа». Этот документ помечен заголовком «№ 7 Морской комиссии», а на втором листе находится помета «записано марта 16 дня 1732 г.». Стиль документа говорит о том, что он мог быть подготовлен в Сенате или Кабинете министров при подготовке доклада императрице очередного доношения Воинской морской комиссии. По наблюдению Н. Н. Петрухинцева, характер документа позволяет говорить о значительной роли в его составлении графа Остермана.
В «Рассуждении» приводится обоснование необходимости содержания определенной структуры и размеров флота, которые поставлены в зависимость от его задач, оборонительных функций флота и принципа соответствия силам вероятного противника. В этом документе формулировалась первая военно-морская доктрина России.
Основной задачей флота определялась способность противостоять силам вероятного противника: «Оборона государственная учреждается не только по силе государственной, но и больше и наипаче по препорции тех опасностей или неприятельских нападений, которые с какой стороны приключиться могут.
Оная препорция берется от силы тех государств, от которых или по соседству, или по каким иным причинам такие неприятельские наступления могут быть».
Главным вероятным противником в документе объявлялась Швеция: «России безспорно надлежит всегда иметь опасение от Швеции.
Нынешние российские границы с Швециею божиим благословением таковые, что сухим путём Швеция… против России едва ли какие сильные действа предпринять может, и в последней войне показалось, что и российское войско с той стороны в Финляндию ворваться, сколько о том ни трудилось, не могла, но принуждено было морем дорогу искать.
Его Императорского Величества Петра Великого намерении при заведении и увеличении флота… на вышеописанных рассуждениях описаны были».
Определялись и функции флотов, корабельного и галерного. Корабельный флот определялся для оборонительных задач, а галерный для наступательных: «Корабельный флот заведен по пропорции шведского, и для обороны от шведского числом довольный.
Галерный флот заведен не так для обороны, как для наступательных действ в потребном и нужном случае».
Сформулированная в «Рассуждении» доктрина была реалистична и обоснована ситуацией. Серьезных противников на Балтике, кроме Швеции, Россия тогда не имела, а возникновение коалиции государств, направленной против России, было маловероятным.

### Утверждение флотского оклада
17 (28) апреля 1732 года комиссия оформила доношение по размерам и формированию флотского оклада. Комиссия выступила против установленного Сенатом в 1731 году оклада и предложила установить размер оклада в 1 200 000 рублей, что было утверждено указом от 27 октября (7 ноября) 1732 года. Установленный в 1732 году оклад просуществовал неизменным всю середину XVIII века и был подтвержден еще в 1764 году новой Морской комиссией.
По вопросам формирования оклада комиссия поддержала идею Ягужинского о выплате всего оклада непосредственно из Камер-коллегии: «...и представляла, чтоб к лутчему Адмиралтейству и флотов содержанию потребные на оное суммы впредь получать из Камор-коллегии, в которой все таможенные и кабацкие сборы...». Это предложение вновь не было поддержано Сенатом, который предложил установить компромиссный вариант: 595 556 рублей выплачивать из казначейства, а 630 644 рублей расписать по провинциям. В результате борьбы между Адмиралтейством, Сенатом и Штатс-конторой сенатским указом от 5 (16) февраля 1734 года была утверждена следующая схема формирования оклада: 780 831 рубль выплачивались непосредственно из провинций и губерний; 290 160 рублей из московского казначейства; 120 000 рублей из петербургского казначейства.

### Введение нового штата флота

#### Корабельный флот
22 апреля (3 мая) 1732 года в комиссии завершилось обсуждение нового штата флота. Принимая во внимание мнения флагманов о особенностях Балтийского моря, сформулированный в «Рассуждениях» принцип соответствия силам вероятного противника и сложную финансовую ситуацию, комиссия упростила петровский штат, сократив количество рангов с 4 до 3, но учитывая, что по решению комиссии необходимо было всегда содержать 1 100-пушечный корабль, фактически число рангов осталось прежним. По новому штату основными в корабельном флоте стали 66-пушечные корабли. При этом, комиссия исходила из следующих соображений:
- особенности конструкции русских 66-пушечных кораблей позволяли им носить пушки такого-же калибра, как пушки 70-пушечных кораблей иностранных флотов;
- 66-пушечные корабли уже существуют в составе флота и по их выбытии часть их оснастки и артиллерии можно использовать для снаряжения новых кораблей, а артиллерия и оснастка составляли 28,6-38,3 % от стоимости всего корабля.

Отныне 66-пушечные корабли должны были составлять 59,3 % состава флота, но комиссия решила сохранить в штате флота еще и 4 80-пушечных корабля.
Штаты корабельного флота 1720 и 1732 годов:
| Ранги кораблей   | Штат 1720 года | Штат 1732 года |
| ---------------- | -------------- | -------------- |
| Линейные корабли |                |                |
| 90               | 3              | 0              |
| 80               | 4              | 4              |
| 76               | 2              | 0              |
| 66               | 12             | 16             |
| 54               | 0              | 7              |
| 50               | 6              | 0              |
| Фрегаты          |                |                |
| 32               | 6              | 6              |
| Шнявы            |                |                |
| 16               | 3              | 0              |

Общее число линейных кораблей осталось неизменным — 27. Комиссия отказалась от строительства шняв из-за их ненужности, 16-пушечных фрегатов и специальных судов для брандеров, брандвахт и госпиталей, так как для этого можно было использовать отслужившие, но остававшиеся на плаву суда. Осталась неизменной суммарная орудийная сила флота. По петровскому штату, с учетом планировавшегося введения 100-пушечного корабля, флот должен был располагать 1854 орудиями. По штату 1732 года на кораблях должно было находиться 1754 орудия, а с учетом решения комиссии о обязательном нахождении во флоте 1 100-пушечного корабля вне штата — 1854 орудия.
Введенный в 1732 году штат флота оставался неизменным до царствования Екатерины II.

#### Галерный флот
Решение по галерному флоту комиссия оформила в доношении от 6 (17) апреля 1733 года (высочайше утверждено 9 (20) мая 1733 года). Для рассмотрения этого вопроса комиссией были затребованы мнения офицеров галерного флота. В результате, комиссия решила оставить неизменной принятую Петром программу строительства галер по «французскому маниру».
По принятому штату галерный флот насчитывал 130 галер: 19 — 22-баночных, 41 — 20-баночная, 70 — 16-баночных. 20 16-баночных галер были «конными», то есть предназначенными для транспортировки кавалерии, и могли вместить до 300 лошадей.

### Организация кораблестроительной базы флота

#### Проблема корабельных лесов
22 мая (2 июня) 1732 года началось обсуждение состояния корабельных лесов в России. На 1732 год на учете состояло 12 корабельных рощ в Свияжском, Чебоксарском и Козьмодемьяновском уездах Казанской губернии, общей площадью 3 396 десятин, на которых произрастало 539 332 дерева. Доставка леса из Казани на верфи в Петербурге занимала 2 года: в первую навигацию лес сплавляли до Твери, во вторую — до Ладоги и в Петербург.
В первую очередь, комиссия добилась организации выселения 12 деревень с территории охраняемых рощ. Впервые это было предложено Адмиралтейств-коллегией в 1728 году, но из-за сопротивления Сената не получило одобрения. Сенат пытался противодействовать и в этот раз, но его сопротивление было преодолено и 9 (20) июня 1732 Сенат был вынужден послать приказ об ускорении выселения. Одновременно комиссия издала «Инструкцию о разведении и посеве корабельных лесов». Сильное сопротивление со стороны Сената вызвал пункт 18 Инструкции, который наказывал смертной казнью виновных в пожаре в заповедном лесу; битьем кнутом, вырезанием ноздрей и ссылкой на вечную каторгу за порчу и рубку леса. Сенат пытался ввести дифференциацию наказаний, введя для шляхетства штраф в 10 рублей за дерево, но Инструкция в конечном счете была принята в варианте, предложенном комиссией.
Третьей инициативой стала организация специальной экспедиции для поиска дубовых лесов в предполагаемом месте их произрастания в Башкирии. Организованная казанским губернатором графом Платоном Мусиным-Пушкиным экспедиция не увенчалась успехом. Посланные в Башкирию под видом закупщиков лошадей армейский капитан и корабельный ученик Порошин пришли к заключению, что дубовый лес в Амзинской волости плох, а по Каме и Белой башкиры их не пустили.
22 апреля (3 мая) 1732 года комиссия представила ряд доношений, касающихся политики лесоохраны, использования лесов и изменениям в применении лесов в кораблестроении.
В 1723 году были введены правила по использованию лесов: запрещалась вырубка лесов по крупным рекам, впадающим в Белое, Балтийское и Черное моря в стороны по берегам на 50 верст, по малым рекам, которые впадают в них и имеют плавное течение, позволяющее организовать сплав леса, — на 20 верст. В 1727 году Верховный тайный совет либерализировал это законодательство: ограничения теперь касались только рек, откуда можно было свободно и безубыточно сплавлять лес для Адмиралтейства; запретная для рубки зона была сокращена до 15 верст для крупных рек, а для малых вообще отменялась.
Комиссия пришла к заключению, что указ 1727 года нанес большой ущерб корабельным лесам и ужесточила лесоохранное законодательство. Рубка теперь запрещалась на 100 верст по берегам больших рек, а по мелким на 26 верст.
Отдельным доношением от 22 апреля (3 мая) было принято решение о частичной замене дуба на древесину других пород, а в первом доношении было предложено рассмотреть вопрос по изготовлению некоторых деталей из новгородского дуба, который не годился на корпуса. Доношением от 29 апреля (10 мая) комиссия предложила построить в Петербурге сараи для хранения леса (в Новой Голландии).

#### Возобновление кораблестроения в Архангельске
4 (15) августа 1732 года было принято решении о восстановлении закрытого в 1722 году Архангельского порта и кораблестроения при нем. Задержка в принятии этого решения объясняется тем, что пришлось организовать большую подготовительную работу по оценке годности в кораблестроении архангельской лиственницы.
Военное кораблестроение в Архангельске начал еще Пётр I, но при Петре это носило вынужденный характер. Корабли строили в Архангельске только первые годы существования флота, до появления базы на Балтике. Теперь комиссия задумала восстановить верфи в Архангельске, как постоянную судостроительную базу военно-морского флота.
8 (19) марта 1732 года в Архангельск для подготовки корабельного леса и оценки годности архангельской лиственницы был послан корабельный подмастерье Брант, который прибыл в Архангельск в начале апреля. Он выбрал место для будущей верфи и отобрал образцы лиственницы. Эти образцы не удовлетворили комиссию и Брант получил задание отобрать новые, которые были представлены в Петербурге корабельным мастерам. Даже после получения образцов у комиссии оставались сомнения. Для окончательного решения был организован осмотр днища одного из петровских «архангелов» постройки 1712 года. Этот корабль был штормом выброшен на берег около Лисьего носа и пролежал там 20 лет. Осмотр показал отличное качество дерева.
Решение об организации верфей в Архангельске первоначально поставило под угрозу купеческое судостроение — Быковскую верфь Крылова, но Брант решил, что для строительства верфей более выгодна Соломбальская верфь.
Командиром Архангельского порта был назначен один из инициаторов его восстановления контр-адмирал Бредаль, который прибыл в Архангельск в октябре 1733 года. В 1734 году в Архангельске была учреждена морская школа, а к 1741 году на Соломбальской верфи было построено 4 эллинга, 1 сухой док и основные необходимые постройки.

### Реформа управления флотом
По петровскому регламенту Адмиралтейств-коллегия состояла из флагманов, заседавших по старшинству и являлась, по существу, военным советом, имевшим в подчинении 11 контор. Частая смена руководства конторами, отсутствие постоянного состава коллегии, необходимость для флагманов заниматься несвойственными им административно-хозяйственными делами приводили к беспорядку в делах. Необходимость реформы флотского управления отметили многие флагманы в своих мнениях при подготовке работы комиссии.
Морская комиссия в доношении от 28 июля (8 августа) 1732 года предложила ввести коллегию с постоянным составом и реорганизовать конторы в экспедиции, управляемые постоянными чиновниками. Общее собрание этих чиновников и должно было составлять коллегию, на которой принимались решения. Исполнением этих решений занимались экспедиции.
В составе коллегии создавалось 4 экспедиции:
- Комиссариат, который заведовал всем снабжением флота, раздачей жалования, приготовлением мундира, денежными и провиантскими доходами и расходами, покупками, подрядами (кроме леса), заготовкой материалов и финансовой отчетностью.
- Экипажская экспедиция занималась хранением и использованием такелажа и вооружения судов.
- Сарваерская экспедиция заведовала верфями, кораблестроением, заготовкой и охраной леса.
- Артиллерийская экспедиция заведовала морской артиллерией.

Управление экспедициями находилось в руках директоров экспедиций. Адмиралтейские заводы и учебные заведения передавались в подчинение двух советников коллегии, которые работали постоянно в присутствии при президенте.
Реформа упрощала структуру управления и ликвидировала множественность звеньев управления, что вместе с введением постоянного состава управления делало работу коллегии более гибкой и эффективной.
Эта реформа создала систему, которая просуществовала почти неизменной до конца века. Возвращение к петровской структуре было провозглашено Елизаветой Петровной, но упразднение экспедиций было юридически оформлено только в 1751 году, а конторская система была восстановлена только в 1757 году. В 1763 году новая Морская комиссия снова восстановила структуру 1732 года.

### Реформа штатного расписания флота. Андреевский флаг
22 ноября (3 декабря) 1732 года комиссией были представлены два донесения — «О штатном числе флотских морских служителей на кораблях» и «О штатном числе чинов во флоте», которыми вводились новые штаты флота.
Комиссия сократила число флагманов в корабельном флоте до 5 человек. Признав излишним большое количество флагманов, комиссия сочла излишним и введенное Петром разделение флота на три флага — белого, синего и красного. Вместо этого во всем флоте вводился единый Андреевский флаг. Петровская система трех флагов была введена по английскому образцу, но Англия обладала огромным флотом и разделение его на три эскадры со своими флагами было оправдано, а для России это было излишним.
Упразднялся чин капитан-командора и деление капитанского чина на ранги (первого, второго и третьего). При этом число капитанов, которые приравнивались к полковнику армии, увеличивалось. Комиссия решила, что всеми кораблями корабельного флота, включая фрегаты, должны командовать капитаны. Упразднялись чины капитан-лейтенантов и ундер-лейтенантов, вместо которых вводился увеличенный штат лейтенантов и мичманов с передачей им части капитан- и ундер-лейтенантских обязанностей. Чин лейтенанта приравнивался к майору армии, а мичмана — к поручику.
Сокращалась должность корабельного секретаря, функции которого передавались писарю, вводилась должность мастера. Упразднялся весь состав штурманских учеников.
Также лишняя дробность чинов была упразднена в унтер-офицерском составе, упразднены шхиманы и шхиманматы, за счет которых было увеличено число боцманов. Было увеличено число специалистов на кораблях: было увеличено число штурманов на 14 %, введена должность тимермана — корабельного плотника. Число матросов было увеличено на 5%, увеличилось число кают-юнгов, набиравшихся из матросских детей. Увеличение числа нижних чинов было связано с тем, что резерва матросов на торговом флоте не было, а обучение рекрута занимало 5 лет.
9 (20) мая 1733 года было принято решение о штатах галерного флота. Вместо 50 офицеров по штату 1720 года в галерном флоте оставалось 24: 6 капитанов (без рангов) и 12 лейтенантов. Упразднялись ранги капитан-лейтенанта и ундер-лейтенанта. Обязанности ундер-лейтенантов частично возлагались на 6 мичманов, которые находились в распоряжении капитанов. Указ упразднил постоянное командование галерным флотом в виде отдельных флагманов, «для того, что, пока галерный флот в гавани обретается, над ним команду и надзирание могут иметь из других корабельного флота флагманов, а когда оной для какой экспедиции отправиться, то главную команду иметь командующему над войском генералу». При этом галеры были обеспечены штатными штурманами и подштурманами, что повышало жизнеспособность галерного флота.

### Реформа военно-медицинской службы флота
Госпитали военно-морского флота располагались в пяти основных портах России. Решением Воинской морской комиссии в 1732 году их штат был увеличен на треть. Число технического персонала увеличилось на 9,6 %, а число медицинского персонала увеличилось втрое — на 158 %. В госпиталях были введены ранее не существовавшие штатные прачки («портомои»), в 3 раза было увеличено число поваров и хлебников, в 6 раз увеличилось число санитаров, в 2,5 раза был увеличен штат пивоваров и квасников.
Был сокращен один штатный доктор из трех, на место которого вводились 3 штаб-лекаря и 7 подлекарей. Были созданы флотские аптеки и введен штат аптекарей в 14 человек. В 1733 году при Санкт-Петербургском и Кронштадтском госпиталях были созданы лекарские школы.
В 1736 году шотландский хирург Джон Кук так оценивал деятельность госпиталей при Анне Иоанновне: «Доклады о количестве поступивших, вылеченных, умерших и остающихся больных еженедельно регулярно посылаются в канцелярию с названиями болезней. Во всякого рода обслуживающем персонале недостатка нет. По приказам врачей больные получают в изобилии лучшую еду, а также всевозможные напитки и лечебные отвары. При необходимости не жалеют и самых дорогих вин. Если на врачей, хирургов или на их помощников поступает жалоба за непоявление в один день, их лишают месячного жалования».

## Итоги деятельности комиссии
Кораблестроительная программа царствования императрицы Анны Иоанновны имеет два всплеска — 1734—1735 и 1739—1741 годов. Спад приходится на 1736—1739 годы, когда было заложено всего два судна. Спад был связан с русско-турецкой войной, когда велось усиленное строительство Днепровской и Азовской флотилий.
Всего за период царствования Анны Иоанновны было построено 19 линейных кораблей, а заложено 24 (5 кораблей были достроены уже после кончины императрицы). Основной этап реализации решений комиссии пришелся на 1733—1740 годы. В этот период строилось 2,11 корабля в год (в кораблестроительный период 1708—1722 годов — 2,25, при Елизавете в 1741—1762 — 1,86, при Екатерине в 1763—1783 — 2,2). Средний срок строительства корабля составлял 1 год 5,9 месяцев.
Несмотря на произошедший из-за войны с Турцией спад кораблестроительной программы в 1736—1739 годах, в царствование императрицы Анны Иоанновны произошел определенный прогресс в состоянии флота. Если в 1731 году на флоте было только 8 полностью боеспособных линейных кораблей (29,36 % от штатного числа в 27 кораблей), а еще 5 были ограниченно боеспособны, то в 1739 году полностью боеспособных линейных кораблей было 16 (59,3 % от штатного числа) и еще 5 были ограниченно боеспособны. После окончания войны с Турцией Адмиралтейство в кратчайшие сроки возобновило интенсивное строительство флота: в 1739 году было заложено 2 линейных корабля, в 1740 году — 3, а в 1741 году сразу 5 линейных кораблей.
Число боеспособных линейных кораблей Балтийского флота в 20-х — 30-х годах XVIII века:
| 1720 год          | 1727 год | 1731 год | 1739 год          |
| ----------------- | -------- | -------- | ----------------- |
| 25 + 3 в строении | 15       | 13       | 21 + 2 в строении |

Огромную роль в развитии судостроительной базы и обеспечении дальнейшего развития флота сыграло решение о создании Архангельской военно-морской верфи, которая стала второй основной строительной базой флота.
Верфь начала работу в 1734 году. Задумывалась она для строительства кораблей низших рангов — 54-пушечных кораблей, но уже в 1737 году на ней началось строительство 66-пушечных, а с 1783 года в Архангельске начали стоить 74-пушечные суда. За период царствования Анны Иоанновны в Архангельске было построено 52,6% всех кораблей Балтийского флота, при Елизавете Петровне — 64,1 %. За период 1731—1799 годов в Петербурге (с Кронштадтом) было построено 55 кораблей, а в Архангельске — 100.
Создание Архангельской верфи давало возможность быстро и оперативно развернуть строительство большого числа кораблей, используя местную лиственницу и экономя ограниченные ресурсы корабельного дуба. Архангельская верфь стала фактически главной судостроительной базой Балтийского флота. Наличие квалифицированной рабочей силы, меньшие сроки доставки леса и лучшая организация его заготовки привели к тому, что стоимость и сроки строительства кораблей в Архангельске были меньше, чем в Петербурге.